# Chamaeleo necasi
Espèce
Statut de conservation UICN

 DD  : Données insuffisantes
Statut CITES
Chamaeleo necasi est une espèce de sauriens de la famille des Chamaeleonidae.

## Répartition
Cette espèce se rencontre au Togo et au Bénin.

## Étymologie
Cette espèce est nommée en l'honneur de Petr Nečas.

## Publication originale
- Ullenbruch, Krause & Böhme, 2007 : A new species of the Chamaeleo dilepis group (Sauria Chamaeleonidae) from West Africa. Tropical Zoology, vol. 20, n. 1, p. 1-17 (texte intégral).